# Белимумаб
Белимумаб — лекарственный препарат, моноклональное антитело, ингибитор фактора активации В-лимфоцитов. Одобрен для применения: США (2011).

## Механизм действия

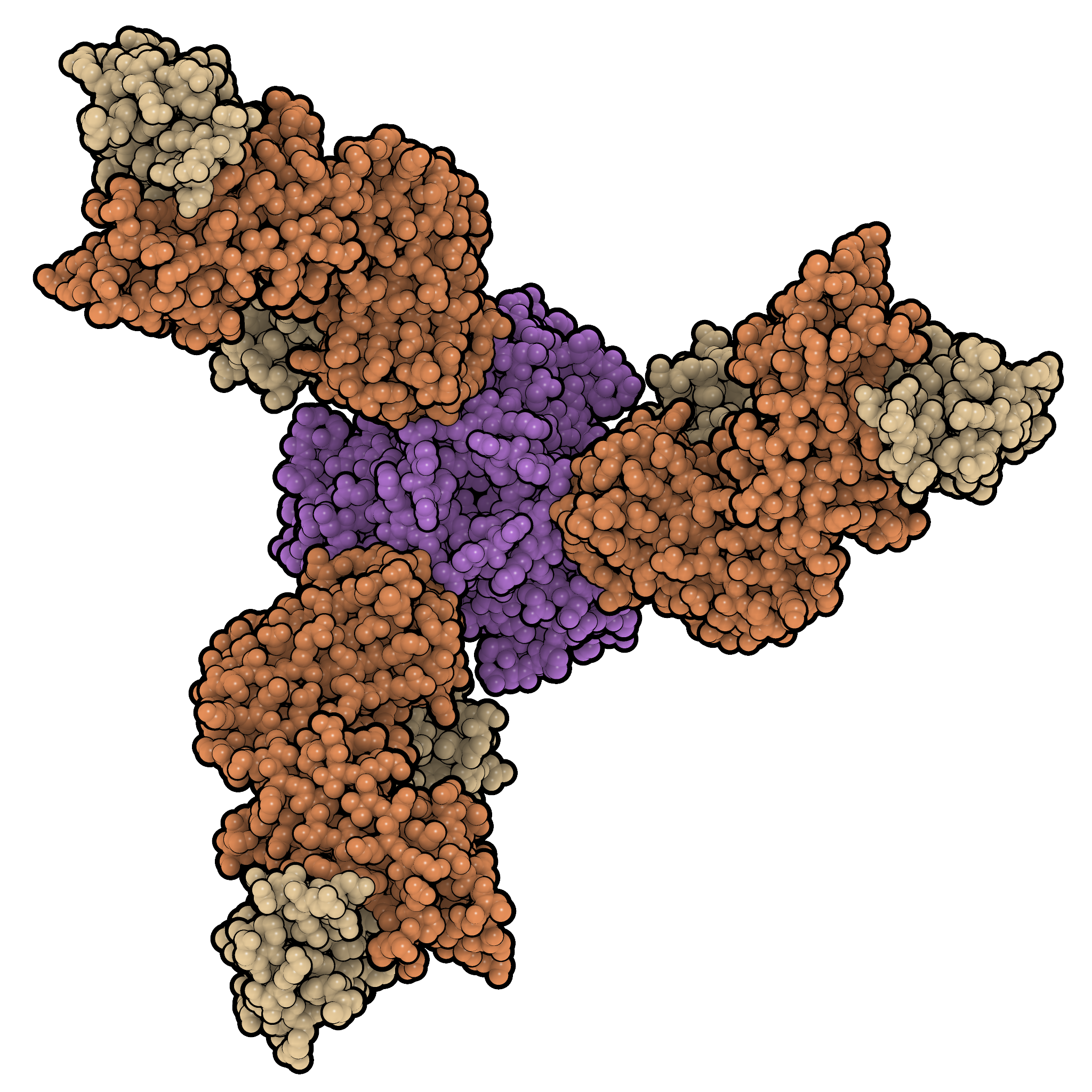
Три молекулы Белимумаба, связывающие гомотример BAFF.

ингибитор фактора активации B-лимфоцитов (BAFF)

## Показания
- активная системная красная волчанка при наличии аутоантител.
- волчаночный нефрит[2].

## Беременность
- Женщины детородного возраста во время лечения и 4 мес. после него должны использовать методы контрацепции.[2]

## Способ применения
подкожная инъекция, внутривенная инфузия.